# Varazes de Palúnia
Varazes (em armênio: Վարազ; romaniz.: Varaz) foi um nobre armênio do final do século VI e começo do VII. Teve ativo papel no combate das tropas iranianas invasoras enviadas pelo xá Cosroes II (r. 590–628) contra a família Mamicônio em Taraunitis. Foi em suas mãos que o general Surena e Gregur, ambos membros da dinastia sassânida, foram mortos. Ao menos em uma ocasião salvou a vida de Simbácio I. Também teve seu papel no combate a invasão de Tigranes.

## Nome
Varazes é a forma latina do armênio Varaz (Վարազ), que derivou do persa médio e parta Varaz (Warāz), que por sua vez derivou do avéstico Varaza (Warāza, "javali selvagem"). Foi registrado em grego como Barazes (Βαράζης, Barázēs), Uarazes (Ουαράζης, Ouarázēs) e Guraz (Γουραζ, Gouraz).

## Vida

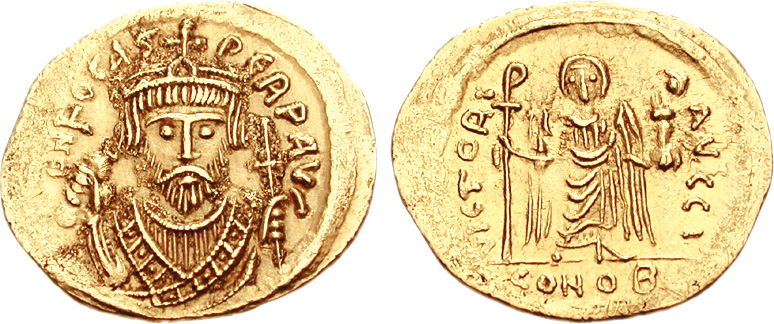
Soldo de Focas r.

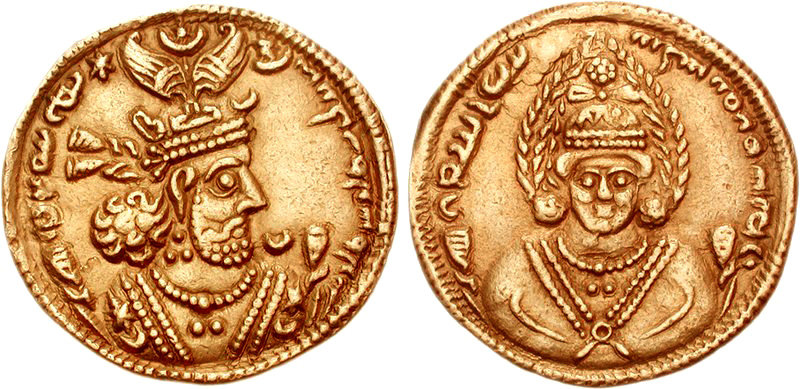
Dinar de r.

Sua existência é atestada apenas na História de Taraunitis de João Mamicônio, obra considerada não fiável, e autores como Christian Settipani põe dúvida a sua existência. Na obra é descrito como príncipe de Palúnia. Aparece no começo do reinado do imperador Focas (r. 602–610), quando auxilia Simbácio I em sua luta contra as tropas invasoras do xá Cosroes II (r. 590–628). Ele ataca Surena com sua espada e o decapita enquanto Simbácio levava-o para visitar o mosteiro de seu pai. Varazes e Simbácio então estrangulam 2 príncipes persas pendurando-os em uma árvore e depois voltaram para os cavalos. Suas 300 tropas estavam escondidas numa colina numa pequena fortaleza em Mecamor, abaixo de Andaque. Eles cavalgaram os cavalos até que desceram a Mecamor. Aqueles que estavam em emboscada surgiram. Eles cortaram 400 persas prendendo-os entre si.
As tropas persas foram atacadas pelos armênios e enquanto isso acontecia, Simbácio e Varazes estavam escondidos nalgum vale. Enviaram alguém a Megueti, dizendo: "Depressa e vamos contra eles", enquanto eles mesmos enviaram 100 homens para provocar as tropas persas. Quando os soldados viram isso, atacaram e os dois grupos chegaram um ao outro. Quando as tropas chegaram a Simbácio, disseram: "Entre na colina, pois é um local favorável para uma batalha e tenha cuidado até que nossas tropas cheguem". Subiram a colina, mas as forças persas aumentaram contra Simbácio e Varazes. Eles se ajoelharam diante de Deus e invocaram a ajuda de São Precursor. "Lembre-se", disseram, "nosso serviço, e como nos ajudou de longe, agora não nos abandone de perto".
A trombeta soou na colina. Com Simbácio liderando a ala direita e Varazes a esquerda, começaram a se encharcar e seus cavalos em sangue. A espada de Simbácio ficou grudada em sua mão e ele não conseguiu soltá-la, pois o sangue estava grudado na espada e na mão e esta se partiu em sua mão. Uma vez que os persas viram que Simbácio era insensato para pegar outra espada, deram uma palavra um para o outro, dizendo: "Depressa, pois a mão do príncipe está presa, seu Deus o amarrou e a espada está quebrado em sua mão". Muitos homens cercaram Simbácio. As armas se chocaram contra a cabeça de Simbácio como se fossem pedaços de madeira seca. Agora ele gritou em voz alta: "Vay, ai é a sua bravura por você não pode nem cortar a minha cabeça." Ele disse isso para que as palavras fossem lembradas. Mas quando viu que eles haviam se multiplicado muito contra ele, levantou a voz e disse: "Onde está você, príncipe de Palúnia, bravo braço e forte martelo contra o inimigo, a bengala da minha velhice? Venha para a frente como uma corajosa águia, pois os abutres e corujas-de-chifre me cercaram."
Varazes confiou a ala esquerda a seu filho Vaanes e, corajosamente, alegoricamente como uma águia, foi ao socorro de Simbácio, fazendo todos os cavalos tremerem de medo. Chegando, atingiu um iraniano no ombro com sua lança e a arma passou pela espinha do cavalo e não conseguiu removê-la. Ele zombou dele, dizendo: "Vá medir a sua lança e veja quantos côvados ela tem. Que ninguém te engane e diga falsamente que são 3 braças". E com isso, o persa morreu. Pouco depois, novo grupo de mil cavaleiros persas cercou Simbácio. O príncipe matou um dos cavaleiros e entregou o cavalo a Varazes. Quando Varazes viu Simbácio de Astianena e Vaanes III se aproximando com seis mil tropas, gritou "Filho de um caje [Simbácio I], Vaanes, onde estava que não veio para [nossa] ajuda mais cedo?" No fim do combate, a maioria dos persas foram mortos e Simbácio ordenou que os cadáveres fossem empilhados um sobre o outro na colina, que, por causa da carnificina cometida por Varazes, recebeu o nome de Varazablur. Então eles foram e passaram a noite em uma vila do mosteiro chamado Quenaquevairque. Assim que entraram na aldeia, mulheres idosas vieram à sua frente e cantaram, elogiando suas muitas façanhas. Disseram mais tarde quando os cadáveres (que não haviam sido removidos) começaram a se deteriorar e feder:
| “ | Feras devoraram e engordaram nos corpos dos quais Varaz fez cadáveres. O gato comeu e inchou como um urso. A raposa ficou mais orgulhosa do que um leão. O lobo, desde que comeu muito, estourou. E o urso morreu de fome, pois o que comia não ficava com ele. Os abutres, já que eram gananciosos, empoleiravam-se e não podiam sair. Os ratos, já que levavam muito para os seus buracos, usavam os pés para fora. | ” |
|   | — João Mamicônio, História de Taraunitis, capítulo III. |   |

Em algum momento nesses confrontos, como o general persa Tigranes afirmou, Varazes matou Porpes e seu filho Gregur, filho do dinasta persa Vactangue, que estavam em cativeiro na Armênia desde a morte de Vactangue. Durante a invasão de Tigranes, Simbácio reuniu novo exército e confiou a ala direita a Varazes, elogiado como tão poderoso que nenhum homem poderia ser igual a ele. Os armênios lutaram contra as tropas de tropas de Tigranes próximo ao rio Arasani. Simbácio e Varazes repeliram as tropas persas diante deles, lançando-os no rio até chegarem ao local conhecido como Curai, e agarraram os cavalos daqueles que haviam fugido. Varazes seguiu os fugitivos com com muitas tropas e os destruiu. Quando chegaram lá, disse aos persas: "Desde que você está desgastado, fuja, para que possamos matá-lo". E eles responderam: "Estamos perdidos e morreremos". Naquele mesmo lugar, começou a tomá-los um por um e cortar seus prepúcios - 1 680 deles.
18 anos depois, Varazes novamente ajudou no combate dos persas que invadiram seu país. Num dos confrontos, Vaanes III e ele colocaram os soldados persas entre eles e começaram a fechá-los contra eles. Varazes separou dois príncipes e os perseguiu para Astianena. Assim que chegou a um lugar plano um dos príncipes fugitivos ficou aterrorizado enquanto as tropas estavam longe, e não conseguiu fugir ou lutar, e assim permaneceu. Um certo servo perguntou: "Por que você está com medo, ó príncipe?" Ele respondeu: "Eu vejo o príncipe Palaco, mas não posso ir até ele." Eles foram incapazes de entender o que isso significava e o homem morreu no local. Então Varazes cortou sua cabeça e levou os filhos dos dois príncipes que os acompanhavam, e os prendeu, e depois perseguiu os fugitivos, chegando ao outro príncipe fugitivo, para quem disse: "Caia no chão, iraniano, ou então você deve cair sem vontade." Mas ele fugiu. Varazes foi atrás dele e o atingiu com sua lança, que atravessou o ombro e passou pela espinha do cavalo, e disse: "Cai agora." Varazes continuou um curto caminho, chegou a outro príncipe e perguntou-lhe: "Você vai cair de boa vontade ou não?" O iraniano virou-se e cortou a cabeça de cavalo de Varazes e ele caiu. Mas Varazes correu debaixo do cavalo do iraniano e atingiu os tendões do cavalo, dizendo: "Agora você também cai". As tropas persas restantes que ficaram em Pugueque levaram os dois príncipes e a cabeça daquele príncipe que ficou assustado e os levou a Varazes. Então Varazes e seu filho Simbácio foram para junto de Vaanes III.